# Montejo de Arévalo
Montejo de Arévalo – gmina w Hiszpanii, w prowincji Segowia, w Kastylii i León, o powierzchni 35,95 km². W 2011 roku gmina liczyła 215 mieszkańców.